# Караванке
Карава́нке (нім. Karawanken, словен. Karavanke) — гірський хребет в Південних Вапнякових Альпах. Пасмо Караванке є природною межею між Австрією і Словенією.
Під західною частиною хребта проходить залізничний і автомобільний Караванкенський тунель, що з'єднує місто Філлах з Єсеницями.

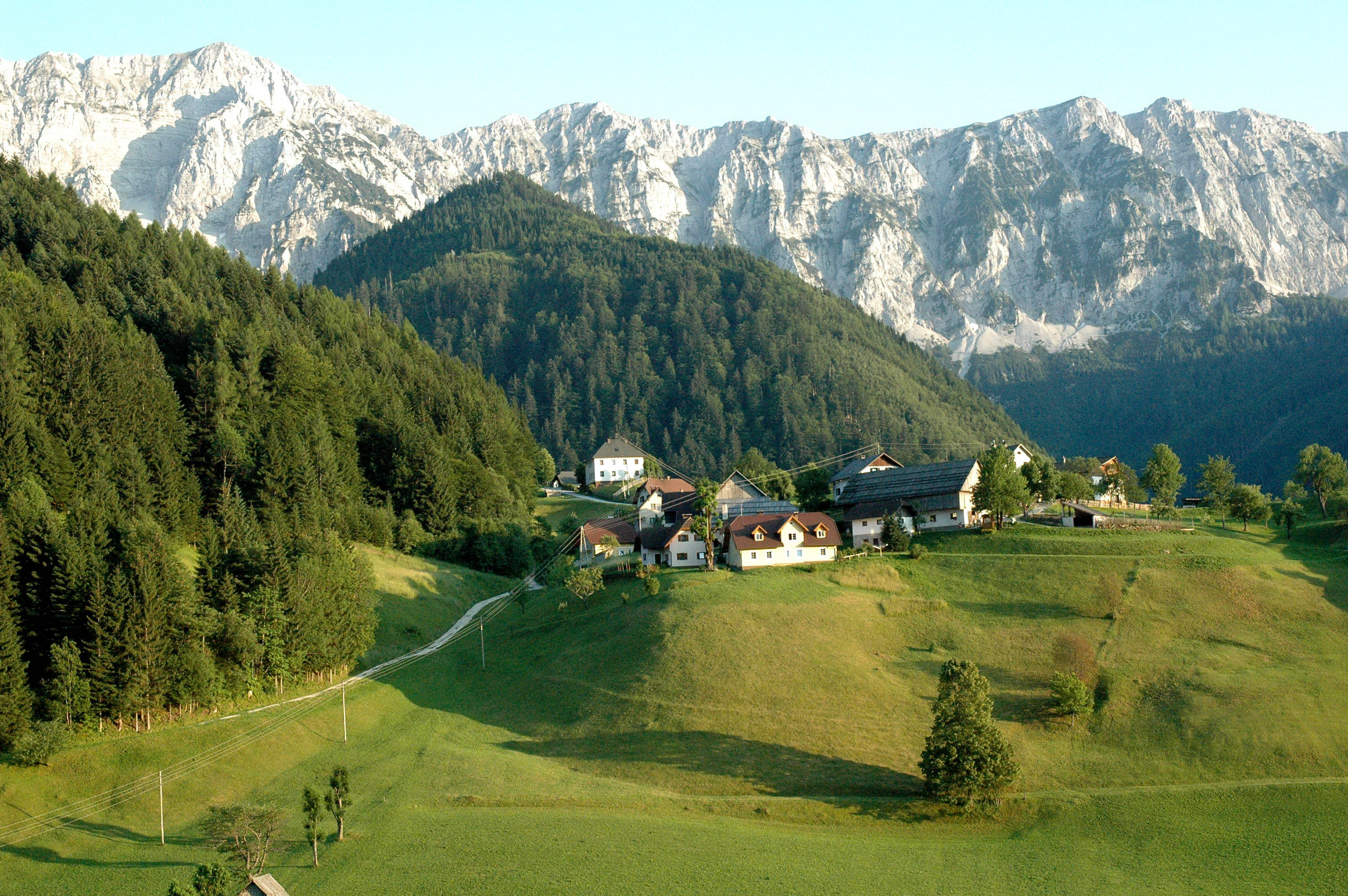
Масив Кошута поблизу Целлє

## Геологія
Довжина близько 147 км, висота 2 558 м. Складається переважно вапняками і доломітом. Пасмо глибоко розчленоване, круті схили з троговими долинами, карст.

### Найбільші піки

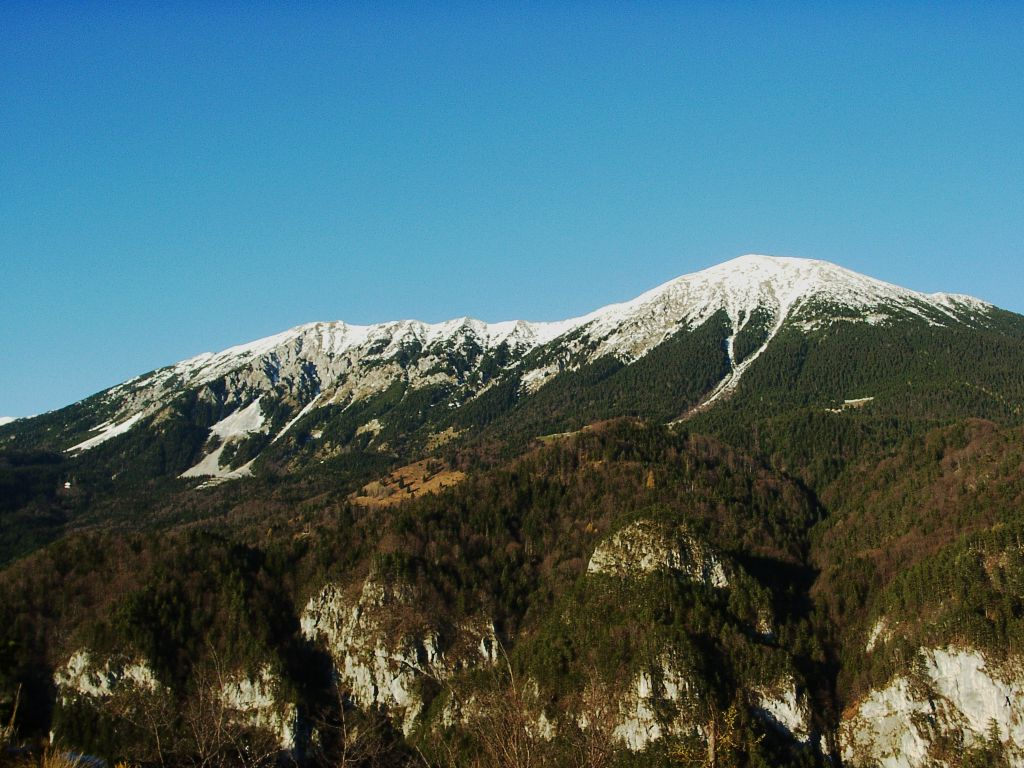
Великий стол, найвищий пік Караванке

- Великий стол: 2 236 м
- Кепа: 2 143 м
- Пека: 2 113 м
- Велика Капа: 1 542 м

## Рослинність
Дуб, бук, ялина, ялиця, сосна. Вище 1700–1800 м — чагарники і альпійські луки.